# Tadeusz Haładaj
Tadeusz Haładaj (ur. 3 października 1941 w Borowej, zm. 10 czerwca 2022 w Warszawie) – polski polityk, od 1972 do 1975 szef Związku Socjalistycznej Młodzieży Wiejskiej, poseł na Sejm PRL VI i VIII kadencji.

## Życiorys
Syn Mariana i Marianny. W 1966 uzyskał tytuł zawodowy magistra ekonomii w Wyższej Szkole Ekonomicznej we Wrocławiu.
W 1962 wstąpił do Związku Młodzieży Wiejskiej (w latach 1972–1975 stał na czele zarządu głównego tego związku, od 1973 działającego jako Związek Socjalistycznej Młodzieży Wiejskiej), a w 1965 do Polskiej Zjednoczonej Partii Robotniczej. Z jej ramienia pełnił mandat posła na Sejm PRL VI kadencji, reprezentując okręg Jelenia Góra. Zasiadał w Komisji Kultury i Sztuki oraz w Komisji Rolnictwa i Przemysłu Spożywczego. W 1980 po raz drugi uzyskał mandat w okręgu Tarnobrzeg. Zasiadał w Komisji Przemysłu Ciężkiego, Maszynowego i Hutnictwa, Komisji Prac Ustawodawczych oraz w Komisji Pracy i Spraw Socjalnych. Od 16 grudnia 1976 do 22 czerwca 1981 I sekretarzem Komitetu Wojewódzkiego PZPR w Tarnobrzegu oraz szefem Prezydium Wojewódzkiej Rady Narodowej. Zasiadał także w Komisji Rolnej przy KC PZPR.
10 października 2007 został prezesem zarządu Instytutu Kształcenia Europejskiego Sp. z o.o., działa też w stowarzyszeniu „Pokolenia”.

## Odznaczenia
- Krzyż Komandorski Orderu Odrodzenia Polski – 2005[3]
- Złote Odznaczenie im. Janka Krasickiego
- Honorową Odznakę Miasta Łodzi – 1972[4].